# Lifetime
Lifetime Television eller Lifetime TV är en amerikansk TV-kanal tillägnad filmer, sitcoms eller dramaserier. Kanalen ägs till största del av A&E Television Networks. Kanalen fokuserar främst på sin kvinnliga publik och har nästan enbart TV-serier med kvinnor i huvudrollerna. Kanalen är i hård konkurrens med två ytterligare kanaler, Oxygen och WE tv, som tävlar om samma tittare.

## Slogans
- Television for Women (1995–2006)
- My story is on Lifetime (2006–2008)
- Connect. Play. Share. (2008–framåt)